# Theodorus van Gadara
Theodorus van Gadara (Oudgrieks: Θεόδωρος Γαδαρεύς / Theódōros Gadareús) was een eminent retoricus in de tijd van Augustus.

## Leven
Zijn bijnaam geeft zijn geboorteplaats, Gadara, aan in het land ten oosten van de Jordaan. Van hem werd beweerd dat hij oorspronkelijk een slaaf was geweest. Hij schijnt zich in Rhodos te hebben gevestigd, waar Tiberius, de later princeps, tijdens zijn terugtrekking (van 9 v.Chr. tot 2 n.Chr.) op dat eiland, tot zijn toehoorders behoorde. Volgens de Suda had hij zich ook gevestigd te Rome, waar hij de rivaal van de redenaars Polemon en Antipater was. Of zijn vestiging in Rome voorafging aan zijn verblijf op Rhodos is onduidelijk: het is waarschijnlijk dat dit zo was, en dat Tiberius in zijn jeugd onderricht van hem kreeg in de retoriek, alsook toen hij al ouder was, tijdens zijn terugtrekking op Rhodos. Door deze vooronderstelling kunnen we Quintilianus' stelling in verband brengen met volgende opmerkelijke passage bij Suetonius: — « Zijn (Tiberius') wrede en rancuneuze natuur openbaarde zich al in zijn jongensjaren. Theodorus van Gadara schijnt hem het eerst scherp doorzien te hebben en hem met een treffend beeld te hebben gekarakteriseerd. Hij noemde hem namelijk dikwijls als hij hem de les las "modder aangelengd met bloed" (πηλὸν αἵματι πεφυρμένον / pēlòn aímati pephyrménon). »
Theodorus was een van de meest vooraanstaande retorici van zijn tijd en was zelfs de stichter van een school van retorici die "Theodorei" werden genoemd, om hen te onderscheiden van de "Apollodorei", of volgers van Apollodorus van Pergamus, die de leraar van Gaius Octavius (de later Augustus) in Apollonia was geweest. Hermagoras de retoricus, bijgenaamd Carion, was een leerling van Theodorus.
Antonius, een zoon van Theodorus van Gadara, werd ten tijde van Hadrianus senator.

## Werken
Theodorus schreef verscheidene werken. De Suda en Eudocia vermelden volgende werken:
1. Περὶ τῶν ἐν φωναῖς ζητουμένων γ´ / Libri tres de iis quae vocibus quaeruntur.
2. Περὶ ἱστορίας ά / De Historia Liber unus.
3. Περὶ Θέσεως ἕν / De Thesi Liber unus.
4. Περὶ διαλέκτων ὁμοιότητος καὶ ἀποδείξεως β´ / De Dialectorum Similitudine et Demonstratione Libri duo.
5. Περὶ πολιτείας β´ / De Republica Libri duo.
6. Περὶ Κοίλης Συρίας ά / De Coele-Syria Liber unus.
7. Περὶ ῥήτορος δυνάμεως ά / De Facultate Oratoris Liber unus.

Daarnaast zou hij nog andere werken hebben geschreven. Deze lijst toont dat Theodorus een man van velerlei vaardigheden was. Zijn werken zijn allemaal verloren gegaan: een aantal fragmenten zijn bewaard gebleven bij Quintilianus, wiens frequent referenties naar of citaten van Theodorus) de reputatie die deze genoot aantonen. Hij wordt ook geciteerd door Pseudo-Longinus, Theon, en mogelijk ook door Demetrius, die hem Phalereus noemt.
(Langbaine, ad Longin. 2, p. 24, ed. Oxford, 1638. Menag., ad Diog. Laërt. II 104. Fabric., Bibl. Graec., VI, p. 139, X, p. 387.)

## Referentie
- W. Smith, art. Theodorus (37) of Gadara, in W. Smith (ed.), A dictionary of Greek and Roman biography and mythology, III, Boston, 1867, p. 1052.